# Niels Anders Thorn
Niels Anders Thorn (født 16. juni 1956 i Gladsaxe) er en dansk skuespiller, der blev uddannet fra Aarhus Teater i 1980. 
Thorn har bl.a. medvirket i tv-serierne Gøngehøvdingen, Strisser på Samsø, TAXA, Edderkoppen, Nikolaj og Julie, Ørnen og 2900 Happiness samt i tv-julekalenderne Juletestamentet, Gufol mysteriet, Brødrene Mortensens Jul og Jul på Kronborg.

## Filmografi
| - Casanova (1990) - Drengene fra Sankt Petri (1991) - Ord (1994) - Life Is a Bitch (1994) - To mand i en sofa (1994) - Nattevagten (1994) - Den attende (1996) - Sunes familie (1997) - Når mor kommer hjem (1998) - Baby Doom (1998) - Genfærd (1999) - Dybt vand (1999) - Besat (1999) - Her i nærheden (2000) - Tegninger (2000) - Blinkende lygter (2000) - Ørkenens juvel (2001) - Når lysterne tændes (2001) - Jolly Roger (2001) - Bertram og Co. (2002) - Den nye mand (2003) - Anja efter Viktor (2003) - Zimmer frei (2004) - The Prince and Me (2004) - Efter brylluppet (2006) - Kærlighed på film (2007) - Vikaren (2007) | - 1814 (mini-serie) (1989) - Mørklægning (mini-serie) (1992) - Gøngehøvdingen (1992) - Juletestamentet (julekalender) (1995) - Renters rente (mini-serie) (1996) - Fusion (1997) - Strisser på Samsø (1997) - Taxa (1997) - Gufol mysteriet (julekalender) (1997) - Hvide løgne (1998) - Brødrene Mortensens jul (julekalender) (1998) - Edderkoppen (mini-serie) (2000) - Jul på Kronborg (julekalender) (2000) - Jul i hjemmeværnet (julekalender) (2001) - Hotellet (2002) - Nikolaj og Julie (2003) - Ørnen (2004) - Det sorte hul (2005) - Nynne (2006) - 2900 Happiness (2007-2008) - Lærkevej (2009) - Disco ormene – Justesen (2008) |